# Пулінець Дмитро Леонідович
Дмитро Леонідович Пулінець — підполковник Збройних Сил України, учасник Російсько-української війни, командир 34-ї бригади берегової оборони. Повний лицар Орден Богдана Хмельницького.

## Біографія
Народився 28 листопада 1996 року в Україні. У 2018 році закінчив Військову академію в місті Одеса.

## Служба
З 2018 року проходить службу у Збройні сили України. Служив у складі 503 ОБМП, згодом обіймав посади командир батальйону 38-ї бригади морської піхоти та заступник командира цієї бригади. Наразі є командиром 34-ї бригади берегової оборони.

## Нагороди
- Орден Богдана Хмельницького (повний лицар) — за особисту мужність і високий професіоналізм, виявлені під час виконання військового обов'язку[1];
- Орден "За мужність ІІІ ступеня";
- Нагрудні знаки "За військову доблесть" та "За зразкову службу".